# Serrat de la Pera
El Serrat de la Pera és una serra del terme municipal de Conca de Dalt, del Pallars Jussà, dins de l'antic terme d'Hortoneda de la Conca, en terres dels antics pobles de Senyús i dels Masos de la Coma.
És la serreta que separa els territoris de Senyús i dels Masos de la Coma, a la dreta de l'extrem occidental del barranc de la Coma d'Orient, al nord-oest de la Coma d'Orient i al sud-est de Senyús.